# Ölkatastrophe in Westsibirien

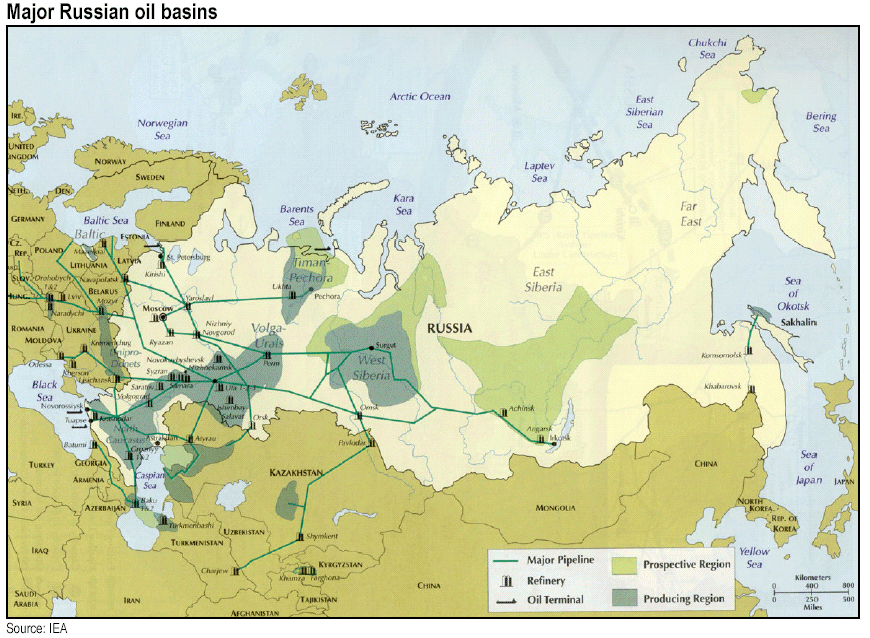
Die wichtigsten Ölfelder Russlands. Das westsibirische Ölfeld ist in der Darstellung die östlichste Produktionsregion in dunkelgrün

Die Ölkatastrophe in Westsibirien betrifft das mit Abstand größte ölkontaminierte Landgebiet und den mengenmäßig größten Ölunfall der Erde. Es handelt sich um weitreichende Ölverschmutzungen durch zahlreiche Ölaustritte und Unfälle (Freisetzung von Bohrabfällen, leckende Lagertanks und Mülldeponien u. ä.) an Pipelines und Förderanlagen sowie das Abfackeln von Gas und Öl in der westsibirischen Ölförderregion Tjumen, beispielhaft untersucht im Samotlor-Ölfeld bei Nischnewartowsk. Knapp 70 Prozent der Ölkatastrophen betreffen die autonomen Bezirke der Chanten und Mansen und der Jamal-Nenzen, wo ungefähr 60 Prozent des russischen Erdöls gefördert werden. Nach Einschätzung von Greenpeace fließen allein über den Ob mehr als 125.000 Tonnen Rohöl jährlich in das Nordpolarmeer. Insgesamt sollen jährlich durchschnittlich über 15,3 Mio. Tonnen Öl in die Umwelt gelangen.
Nach Untersuchungen, die von Greenpeace und anderen NGOs in Auftrag gegeben wurden, treten jährlich bis zu 5.000 Brüche von veralteten und maroden Ölpipelines auf. Auslaufendes Öl vergiftet Böden und Gewässer. Riesige Ölseen zerstören den Lebensraum von Menschen, Tieren und Pflanzen. Neben der dramatischen Umweltverschmutzung bedroht die Ölpest die traditionellen Wirtschaftsformen – vor allem Rentiernomadismus, zudem Jagen und Sammeln – und damit die Lebensgrundlage einiger lokaler Gemeinschaften dreier indigener Völker des russischen Nordens (Chanten, Mansen, Nenzen).
Neben der originären Zuständigkeit des russischen Staates sieht Greenpeace auch die Ölkonzerne TotalFinaElf Deutschland GmbH und die Schweizer Elf-Trading in der Verantwortung, da sie das Öl über die Druschba-Pipeline direkt beziehen. Demzufolge legte Greenpeace im Februar 2002 bei der OECD Beschwerde ein. Trotz der unzweifelhaft bestehenden Missstände wurde die Beschwerde von der deutschen Nationalen Kontaktstelle für die OECD-Leitsätze für multinationale Unternehmen nicht angenommen, da die Anwendbarkeit der Leitsätze in diesem Fall nicht gegeben war.

## Schadenserhebung

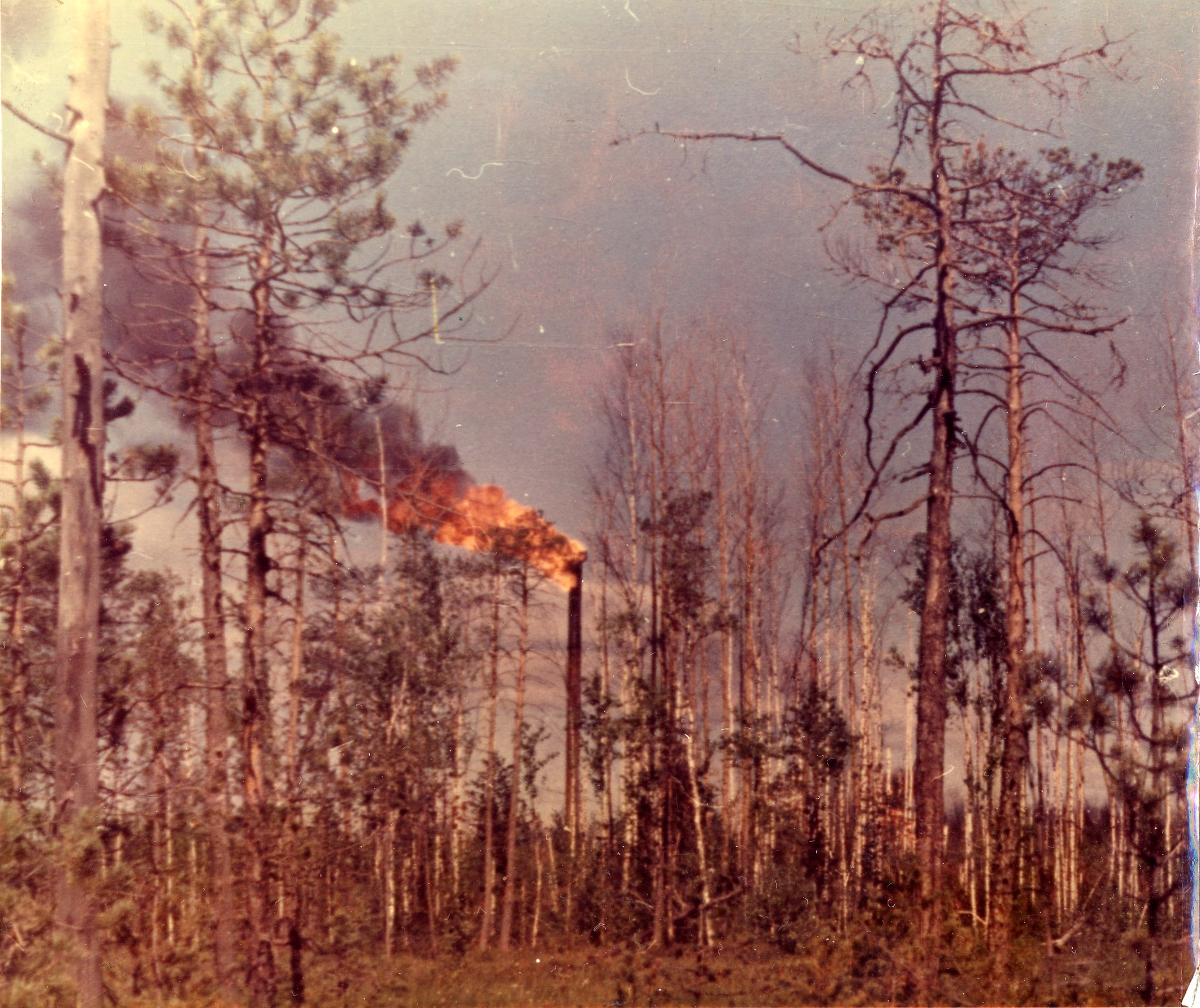
Abfackeln von Begleitgas bei der Ölförderung in der sibirischen Taiga

Die folgenden Ausführungen beruhen vorwiegend auf einem Report des niederländischen Beratungsbüros IWACO vom August 2001, der im Auftrag von Greenpeace erstellt wurde.
1956 stieß man in Westsibirien erstmals auf Öl. Im Tjumen-Gebiet liegen 500 Ölfelder, die im Hinblick auf ihre Größe und ihren Umfang den Ölfeldern Saudi-Arabiens entsprechen. Bereits 1960 standen die ersten Förderanlagen und wenige Jahre später wurden Pipelines von Perm nach Tjumen verlegt sowie eine Eisenbahn zwischen dem Fluss Ob und dem Ural gebaut. Aufgrund des subarktischen Klimas – mit Permafrostboden, winterlicher Extremkälte und sommerlichen Sümpfen – gelten dort besonders schwierige Bedingungen für die Ölförderung. So müssen beispielsweise alle Konstruktionen, die Wärme ausstrahlen, isoliert werden, um die Tragfähigkeit des Bodens nicht durch ein Auftauen des Permafrostes zu gefährden. Durch die drastischen Temperaturunterschiede ist die Materialermüdung sehr hoch. Das gilt auch für die Zuwegungen, deren Zustand sich rasch verschlechtert. Diese Tatsache und die witterungsabhängige Erreichbarkeit der Anlagen macht die Anlieferung von Ersatzteilen u. ä. schwierig oder gar für viele Wochen unmöglich.
Um weitere Ölquellen zu finden, wurden zwischen 1978 und 1985 fünf nukleare Sprengungen durchgeführt, um das Gestein seismisch zu kartieren. Dabei gelangte radioaktiv verstrahltes Material in den Fluss Jugan und sein Umland. Durch die laufende Kontamination mit Erdöl waren 1989 bereits 28 größere Flüsse und 100 kleinere Gewässer biologisch tot und der Fischfang auf dem Fluss Ob musste eingestellt werden. In den Jahren 1984 bis 1990 gelangten allein im Wohngebiet der Chanten und Mansen etwa 100 Millionen Tonnen Öl in die Ökosysteme.
Auch nach dem Zusammenbruch der Sowjetunion verbesserte sich die Situation nicht: Die Pipelines sind in einem sehr schlechten Zustand und werden nicht ausreichend gewartet und repariert. Etwa 3–7 Prozent der Importmenge, die das Unternehmen TotalFinaElf für ihre Raffinerie in Leuna bezieht, gehen auf dem Weg durch Lecks verloren. Das entspricht jährlich rund 300.000 bis 700.000 Tonnen Erdöl. Bezogen auf die gesamte westsibirische Ölförderung gehen 8–10 Prozent bei der Förderung verloren. Diese Menge hat zum Stand 2001 bereits rund 8400 km² Land in Westsibirien – eine Fläche fast so groß wie Korsika – schwer vergiftet. Hinzu kommt das ungehinderte Abfackeln der Begleitgase und das Einpumpen von einem Gemisch aus Wasser und Salzsäure in die Gesteinskammern. Mehr als drei Viertel davon betreffen allein das Samotlor-Ölfeld um die Stadt Nischnewartowsk, das von der Weltbank zur „ökologischen Katastrophenzone“ erklärt wurde:

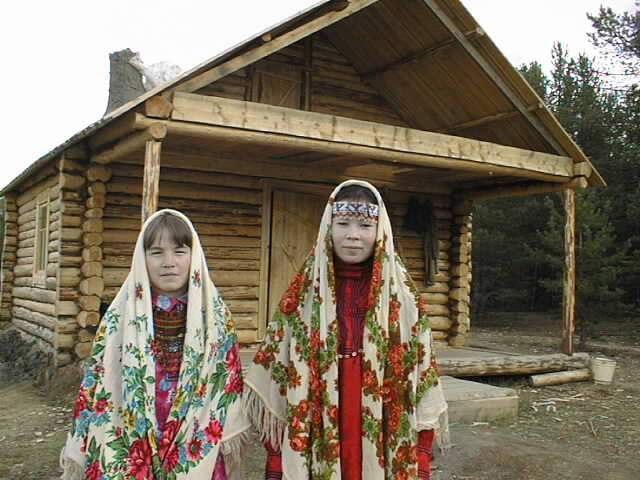
Besonders negative Auswirkungen hat die Ölpest auf die Indigenen Westsibiriens (hier Chanten)

- Etwa 50 Prozent der befischten Flüsse in der Region sind ölvergiftet
- Ölruß aus der Verbrennung verschmutzt die Erdoberfläche und tötet Tiere und Pflanzen
- Gesundheitsrisiken für die örtliche Bevölkerung durch verunreinigte Luft und Trinkwasser
- lokale Temperaturerhöhungen von bis zu 10 °C tauen die Permafrostböden auf und führen zu Schäden an Flora und Fauna
- zwei- bis dreifach erhöhte Anzahl von Waldbränden
- eklatanter Wassermangel in den Flüssen mit Konsequenzen für die Schifffahrt
- beschleunigte Korrosion durch die Salzsäure an den Pipelines
- Klimaschädliche Beeinträchtigung der Kohlendioxidspeicherfunktion des borealen Waldes und der Moore

### Auswirkungen auf Indigene
Nach Angaben der Gesellschaft für bedrohte Völker lagern mehr als die Hälfte der russischen Erdölreserven in den Gebieten der Chanten und Mansen. Sie und einige andere indigene Gruppen des Gebietes versuchen trotz der zunehmenden Urbanisierung ihre weitgehend unabhängigen traditionellen Existenzweisen fortzuführen: Sie leben von der Rentierhaltung, vom Fischfang, von Jagen und Sammeln. Die Erdölwirtschaft – die bereits ohne die Ölpest zu einer erheblichen Marginalisierung der sibirischen Völker geführt hat – zerstört vor allem die Rentierweiden. Schlechterdings halten sich viele Rentiere im Sommer im Bereich der Bohrstellen auf, da hier die Belastung durch Mücken geringer ist. Die Tiere ernähren sich hier von vergifteten Pflanzen oder verenden in Ölgruben. Zudem sind viele Beutetiere durch Öl verschmutzt. Die Menschen versuchen sich entweder mit den Konzernen zu arrangieren oder dagegen zu protestieren.

## Aktuelle Entwicklung

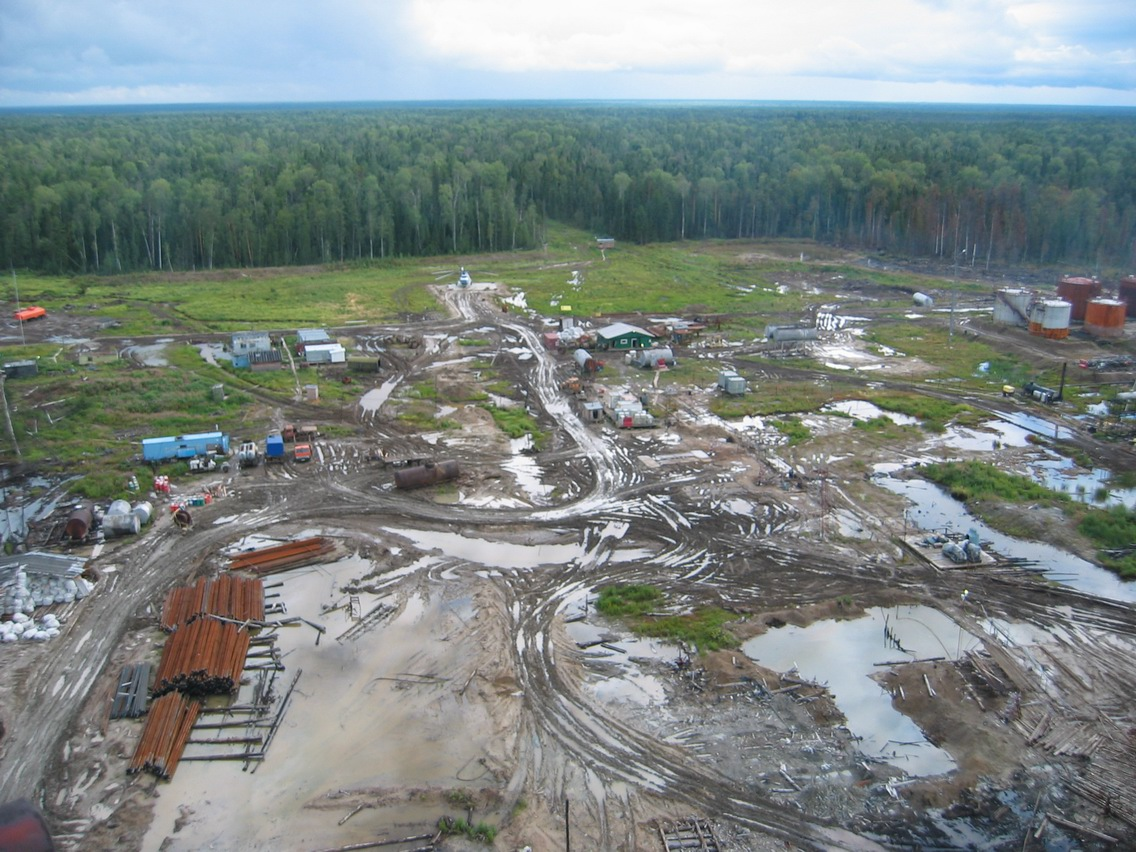
Ölförderung unter schwierigen Bedingungen in der sumpfigen Wildnis Westsibiriens (hier Kargasoksky Distrikt, Oblast Tomsk)

Laut einem Bericht in The Moscow News von Mitte 2012 soll sich die Situation in Westsibirien durch die rückläufige Zahl der Ölkatastrophen und die Zunahme rekultivierter Bodenflächen insgesamt verbessert haben. Der WWF-Umweltkoordinator Knischnikow räumt jedoch ein, dass die Bewertung des Katastrophenschutzes der Ölfirmen und der Rekultivierungsmaßnahmen schwierig sei. „Die können berichten, dass das Land rekultiviert worden ist, während sie lediglich den kontaminierten Boden mit Sand zugeschüttet haben“, kritisiert er.